# گل‌سمبی شریفوا
گل‌سُمبی شریفوا (به تاجیکی: Гулсумбӣ Шарифова) (زادهٔ ۲ دسامبر ۱۹۹۷) ورزشکار دو و میدانی تاجیکستانی است.